# Ulrich von Barner
Ulrich Friedrich Johann Gottlieb von Barner (* 9. Dezember 1786 in Crivitz; † 2. Januar 1846 in Neiße) war ein preußischer Generalleutnant und Kommandeur der 12. Division.

## Leben

### Herkunft
Er war der Sohn des mecklenburgischen Oberforstmeisters und Gutsherrn Magnus Friedrich (IV) von Barner (1750–1836) und dessen Ehefrau Katharina, geborene von Schack (1756–1791) aus dem Hause Groß-Raden. Sein Vater war Erbherr auf Bülow, Bardegow, Klein-Görnow und Barner Stück.

### Militärkarriere
Barner besuchte das Pädagogium in Halle (Saale) und trat im Jahr 1800 als Junker in das Regiment der Gardes du Corps der Preußischen Armee ein. Unter Beförderung zum Kornett wurde er am 4. Juli 1801 in das Leib-Kürassier-Regiment versetzt, wo Barner am 8. Dezember 1803 zum Sekondeleutnant avancierte. Als Regimentsadjutant nahm er während des Vierten Koalitionskrieges an der Schlacht bei Auerstedt teil.
Nach dem Frieden von Tilsit wurde er am 1. Dezember 1807 in das Brandenburgische Kürassier-Regiment versetzt. Mit seiner Beförderung zum Premierleutnant erfolgte am 8. Juli 1811 mit Patent vom 16. Juli 1811 die Versetzung zum Regiment der Garde de Corps. Als 1812 die Vorbereitungen zum Russlandfeldzug an der Seite Frankreichs begann, verließ Barner die Armee und erhielt daraufhin am 9. März 1812 seine Demission als Stabsrittmeister mit Stabsuniform ohne Achselklappen. Er schloss sich der Kings German Legion an und ging nach Spanien. Nach dem Waffenstillstand von Pläswitz trat Barner wieder in preußische Dienste und wurde am 17. August 1813 als Rittmeister im Regiment der Gardes du Corps angestellt. Während der Befreiungskriege kämpfte er bei Dresden, Leipzig, Brienne,  Arcis-sur-Aube und Paris. Für Arcis-sur-Aube erhielt er den Orden des Heiligen Wladimir IV. Klasse und für Paris das Eiserne Kreuz II. Klasse. Am 8. September 1814 stieg Barner zum Major auf und am 21. Februar 1815 wurde er in das Garde-Dragoner-Regiment versetzt.
Nach dem Krieg war Barner vom 5. April 1816 bis zum 2. April 1820 im Garde-Ulanen-Regiment und wurde anschließend zum Kommandeur des Garde-Dragoner-Regiments ernannt. Am 5. März 1821 reichte er eine Denkschrift zur Einführung von Lanzen bei der Kavallerie ein und geriet damit in Gegensatz zum General Dohna. Eine von ihm entwickelte Feldschmiede wurde aber 1822 übernommen. Am 18. Januar 1824 wurde als Ritter in den Johanniterorden aufgenommen sowie am 30. März 1824 zum Oberstleutnant befördert. Mit Patent vom 13. April 1829 avancierte Barner am 30. März 1829 zum Oberst. In dieser Stellung erhielt er am 26. November 1834 den Orden der Heiligen Anna II. Klasse mit Brillanten. Während der Revue von Kalisch führte Barner eine Brigade des preußischen Detachements. Der russische Zar Nikolaus I. schenkte ihm nach Abschluss des Manövers eine Tabatiere mit Brillanten.
Am 30. März 1836 wurde Barner zum Generalmajor befördert und zum Kommandeur der 2. Kavallerie-Brigade in Danzig ernannt. Im August und September 1837 nahm er auf Veranlassung von König Friedrich Wilhelm III. an den großen russischen Kavallerieübungen teil und wurde Mitte November 1837 mit dem russischen Sankt-Stanislaus-Orden I. Klasse ausgezeichnet. Vom 30. März 1838 bis zum 6. April 1842 war Barner Kommandeur der 14. Kavallerie-Brigade in Düsseldorf. Während dieser Zeit erhielt er am 30. Juni 1841 für seine Mitgliedschaft in der Kings German Legion in den Jahren 1812/13 die Kriegsdenkmünze. Am 7. April 1842 wurde er als Kommandeur der 12. Division nach Neiße versetzt und in dieser Stellung am 30. März 1844 zum Generalleutnant befördert. Anlässlich des Ordensfestes wurde Barner am 19. Januar 1841 mit dem Stern zum Roten Adlerorden II. Klasse ausgezeichnet. Er verstarb am 2. Januar 1846 in Ausübung seines Dienstes.
In seiner Beurteilung im Jahr 1834 schrieb General von Nostiz: „Wissenschaftlich gebildet und im Besitz einer genauen Kenntnis des praktischen Dienstes, ist er für den Krieg und den Frieden mit viel natürlichem Talent ausgestattet. Sein unermüdliche Talent ausgestattet. Seine unermüdete Tätigkeit und rastloses Streben, das Regiment für den leichten Kavalleriedienst möglichst auszubilden, verdienen volle Anerkennung und Lob.“

### Familie
Barner heiratete am 28. Februar 1815 in Berlin Ida Heim (1796–1873), die Tochter des Generalstabsarztes der Armee Ernst Ludwig Heim. Das Paar hatte vier Kinder:
- Ulrich (1819–1874), preußischer Premierleutnant im Garde-Dragoner-Regiment und Gutsherr

⚭ 1851 Luise von Harlem (1825–1861), Tochter des Geheimen Oberregierungsrates August von Harlem (1778–1857) und der Albertine Freiin von Maltzahn (1797–1883)
⚭ 1867 Katharina von Harlem (1828–1912)
- Friedrich (1821–1889), preußischer Generalmajor ⚭ Else Grimm (1838–1914), Witwe des Grafen Ludwig von Westarp (1837–1870), gefallen bei Mars-la-Tour[3]
- Auguste (1823–1851) ⚭ 1844 Hermann von Rantzau (1815–1891), preußischer Generalleutnant
- Ida (1826–1898) ⚭ 1860 Ludolf von Luck (1817–1895), preußischer Staatsanwalt und Politiker